# Sperrylith
Sperrylith ist ein eher selten vorkommendes Mineral aus der Mineralklasse der „Sulfide und Sulfosalze (einschließlich Selenide, Telluride, Arsenide, Antimonide, Bismutide, Sulfarsenite, Sulfantimonite, Sulfbismuthite)“. Es kristallisiert im kubischen Kristallsystem mit der chemischen Zusammensetzung PtAs2, ist also ein Platin-Arsenid oder genauer ein Platinbiarsenid.
Sperrylith entwickelt meist komplexe Kombinationen kubischer Kristalle, kommt aber auch in Form massiger Mineral-Aggregate vor. Das Mineral ist auch in dünnen Schichten undurchsichtig (opak) und die Oberflächen der zinnweißen Kristalle zeigen einen starken Metallglanz. Auf der Strichtafel hinterlässt Sperrylith allerdings einen schwarzen Strich.
Mit einer Mohshärte von 6 bis 7 gehört Sperrylith zu den mittelharten bis harten Mineralen, das heißt, er ist gerade noch mit einer Stahlfeile ritzbar, kann aber selbst einfaches Fensterglas ritzen.

## Etymologie und Geschichte

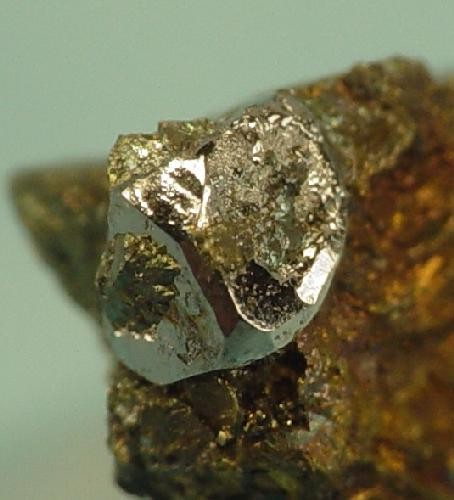
Sperrylith aus der Typlokalität „Vermilion Mine“, Sudbury, Kanada (Gesamtgröße: 1,2 cm × 0,7 cm × 0,2 cm)

Erstmals entdeckt wurde Sperrylith in der „Vermilion Mine“ bei Denison Township im Sudbury District der kanadischen Provinz Ontario und beschrieben 1889 durch Horace Lemuel Wells (1855–1924), der das Mineral nach seinem Entdecker, dem Chemiker Francis Louis Sperry (1861–1906), und dem griechischen Wort λίθος [lithos] für „Stein“ benannte.
Das Typmaterial des Minerals wird im Royal Ontario Museum in Kanada und in der Yale University in New Haven (Connecticut, Register-Nr. 1.2950, 1.5895) aufbewahrt.

## Klassifikation
In der veralteten 8. Auflage der Mineralsystematik nach Strunz gehörte der Sperrylith zur Mineralklasse der „Sulfide und Sulfosalze“ und dort zur Abteilung „Sulfide mit M : S < 1 : 1“, wo er gemeinsam mit Aurostibit, Cattierit, Geversit, Hauerit, Laurit, Michenerit, Penroseit, Pyrit, Trogtalit, Vaesit und Villamanínit in der „Pyrit-Reihe“ mit der Systemnummer II/C.05 steht.
In der zuletzt 2018 überarbeiteten Lapis-Systematik nach Stefan Weiß, die formal auf der alten Systematik von Karl Hugo Strunz in der 8. Auflage basiert, erhielt das Mineral die System- und Mineralnummer II/D.17-120. Dies entspricht der Klasse der „Sulfide und Sulfosalze“ und dort der Abteilung „Sulfide mit dem Stoffmengenverhältnis Metall : S,Se,Te < 1 : 1“, wo Sperrylith zusammen mit Aurostibit, Cattierit, Changchengit, Dzharkenit, Erlichmanit, Fukuchilit, Geversit, Hauerit, Insizwait, Kruťait, Laurit, Maslovit, Mayingit, Michenerit, Padmait, Penroseit, Pyrit, Testibiopalladit (Q), Trogtalit, Vaesit und Villamanínit die „Pyritgruppe“ mit der Systemnummer II/D.17 bildet.
Die von der International Mineralogical Association (IMA) zuletzt 2009 aktualisierte 9. Auflage der Strunz’schen Mineralsystematik ordnet den Sperrylith in die Klasse der „Sulfide und Sulfosalze (Sulfide, Selenide, Telluride, Arsenide, Antimonide, Bismutide, Sulfarsenide, Sulfantimonide, Sulfbismutide)“ und dort in die Abteilung „Metallsulfide mit M : S ≤ 1 : 2“ ein. Hier ist das Mineral in der Unterabteilung „M : S = 1 : 2, mit Fe, Co, Ni, PGE usw.“ zu finden, wo es zusammen mit Aurostibit, Cattierit, Dzharkenit, Erlichmanit, Fukuchilit, Gaotaiit, Geversit, Hauerit, Insizwait, Kruťait, Laurit, Penroseit, Pyrit, Trogtalit, Vaesit und Villamanínit die „Pyritgruppe“ mit der Systemnummer 2.EB.05a bildet.
In der vorwiegend im englischen Sprachraum gebräuchlichen Systematik der Minerale nach Dana hat Sperrylith die System- und Mineralnummer 02.12.01.13. Das entspricht der Klasse der „Sulfide und Sulfosalze“ und dort der Abteilung „Sulfidminerale“. Hier findet er sich innerhalb der Unterabteilung „Sulfide – einschließlich Seleniden und Telluriden – mit der Zusammensetzung AmBnXp, mit (m+n):p=1:2“ in der „Pyritgruppe (Isometrisch: Pa3)“, in der auch Pyrit, Vaesit, Cattierit, Penroseit, Trogtalit, Villamanínit, Fukuchilit, Kruťait, Hauerit, Laurit, Aurostibit, Krutovit, Geversit, Insizwait, Erlichmanit, Dzharkenit, Gaotaiit und Mayingit eingeordnet sind.

## Kristallstruktur
Sperrylith kristallisiert kubisch in der Raumgruppe Pa3 (Raumgruppen-Nr. 205) mit dem Gitterparameter a = 5,97 Å sowie 4 Formeleinheiten pro Elementarzelle.

## Eigenschaften
Sperrylith ist sehr stabil gegenüber Säuren und wird von ihnen nicht angegriffen.

## Bildung und Fundorte

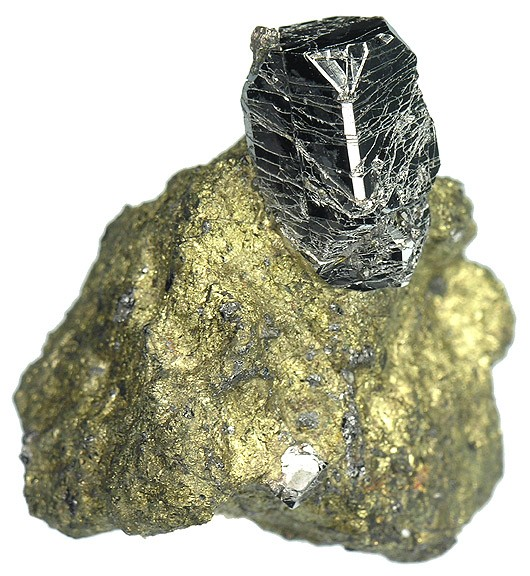
Sperrylith auf Chalkopyrit aus der Cu-Ni-Lagerstätte Talnakh, Ostsibirien, Russland (Größe: 2,6 cm × 2,4 cm × 1,8 cm)

Sperrylith ist das am weitesten verbreitete Platinmineral und bildet sich als zugleich verwitterungsbeständigstes Arseniderz in jeder Art von Platin-Lagerstätte, aber auch in intramagmatischen Chromit-Lagerstätten, das heißt in chromitführendem ultrabasischem Gestein. Dort tritt es in Paragenese mit vielen anderen Mineralen wie unter anderem Bleiamalgam, Bornit, Chalkopyrit, Cooperit, Cubanit, Danbait, Galenit, Gersdorffit, Gold, Ilmenit, Iridosmin, Kotulskit, Laurit, Linneit, Magnetit, Merenskyit, Millerit, Niggliit, Omeiit, Pentlandit, gediegen Platin, Pyrit, Pyrrhotin, Sphalerit, Stibnit, Sudburyit, Testibiopalladit, Violarit,
Insgesamt gesehen ist Sperrylith allerdings eine eher seltene Mineralbildung, das heißt, er kann an verschiedenen Fundorten zum Teil zwar reichlich vorhanden sein, ist ansonsten aber wenig verbreitet. Als bekannt gelten bisher (Stand 2013) rund 260 Fundorte. Neben seiner Typlokalität „Vermilion Mine“ trat das Mineral in Kanada noch in vielen weiteren Bergwerken im Sudbury District, Rainy River District, Thunder Bay District und Timiskaming District in Ontario sowie in mehreren Gruben in British Columbia und Québec zutage. Einzelne Fundpunkte sind auch in anderen Bundesstaaten von Kanada bekannt.
In Deutschland konnte Sperrylith bisher nur bei Wittichen und Todtmoos in Baden-Württemberg, in den Schwermineral-Seifen der Donau bei Straubing in Bayern und in der Nickelerz-Lagerstätte am Hornsberg bei Äußerstmittelsohland in Sachsen gefunden werden.
Der bisher einzige bekannte Fundort in Österreich ist Kraubath an der Mur im österreichischen Bundesland Steiermark und in der Schweiz kennt man das Mineral bisher nur aus dem Turtmanntal.
Bekannt aufgrund außergewöhnlicher Sperrylithfunde ist vor allem die Cu-Ni-Lagerstätte Talnakh bei Norilsk auf der Taimyrhalbinsel in Ostsibirien (Russland), in der die am besten entwickelten und mit etwa fünf Zentimetern Durchmesser die größten Kristalle gefunden werden. Bis etwa vier Zentimeter große Kristalle fand man auf der „Tweefontein Farm“ bei Mokopane (ehemals Potgietersrus) im östlichen Bushveld-Komplex (Limpopo) in Südafrika.
Weitere Fundorte liegen unter anderem in Äthiopien, Albanien, Argentinien, Australien, Botswana, Brasilien, Bulgarien, China, Tschechien, Ecuador, Finnland, Griechenland, Grönland, Indien, Indonesien, Italien, Japan, Madagaskar, Marokko, Mongolei, Neukaledonien, Neuseeland, Norwegen, Russland, Schweden, Simbabwe, Spanien, Südafrika, der Ukraine, im Vereinigten Königreich (UK), den Vereinigten Staaten von Amerika (USA) und in Vietnam.

## Verwendung
Sperrylith ist als Hauptträger des Platingehaltes (max. 56,56 %) vieler „Nickelmagnetkies“-Lagerstätten (Verwachsungsaggregat aus Pyrrhotin und Pentlandit) ein wichtiges Platinerz.